# Gaertnera leucothyrsa
Gaertnera leucothyrsa là một loài thực vật có hoa trong họ Thiến thảo. Loài này được (K.Krause) E.M.A.Petit mô tả khoa học đầu tiên năm 1962.